# AIK Fotbolls säsong 1896
AIK Fotbolls säsong 1896 var den första säsongen för AIK Fotboll (AIK startade sin verksamhet 1891). Under säsongen spelade klubben ingen tävlingsmatch utan endast träningsmatcher på Gärdet i Stockholm.